# 第46次長期滞在
第46次長期滞在（だい46じちょうきたいざい、英語: Expedition 46）は国際宇宙ステーションへの46回目の長期滞在である。
セルゲイ・ヴォルコフ、ミハイル・コルニエンコおよびスコット・ケリーは第45次長期滞在から移行し、コルニエンコおよびケリーにとっては一年間のISS搭乗の一部である。第46次長期滞在は、2015年12月11日のソユーズTMA-17Mの出発で始まり、2016年3月2日のソユーズTMA-18Mの出発まで続き、ソユーズTMA-19Mの乗組員は第47次長期滞在へと移行した。この長期滞在では初めてイギリス人ESA宇宙飛行士（ティム・ピーク）が国際宇宙ステーションを訪れた。

## 乗組員
| 役職                  | 第1期 (2015年12月)                                | 第2期 (2015年12月-2016年3月)                      |
| --------------------- | ------------------------------------------------- | ------------------------------------------------- |
| 船長                  | スコット・ケリー、NASA 4回目で最後の宇宙飛行      | スコット・ケリー、NASA 4回目で最後の宇宙飛行      |
| 第1フライトエンジニア | ミハイル・コルニエンコ、RSA 2回目で最後の宇宙飛行 | ミハイル・コルニエンコ、RSA 2回目で最後の宇宙飛行 |
| 第2フライトエンジニア | セルゲイ・ヴォルコフ、RSA 3回目で最後の宇宙飛行   | セルゲイ・ヴォルコフ、RSA 3回目で最後の宇宙飛行   |
| 第3フライトエンジニア |                                                   | ユーリ・マレンチェンコ、RSA 6回目で最後の宇宙飛行 |
| 第4フライトエンジニア |                                                   | ティム・ピーク、ESA 1回目                         |
| 第5フライトエンジニア |                                                   | ティモシー・コプラ、NASA 2回目で最後の宇宙飛行    |

ソース：Spacefacts

## ミッションのハイライト

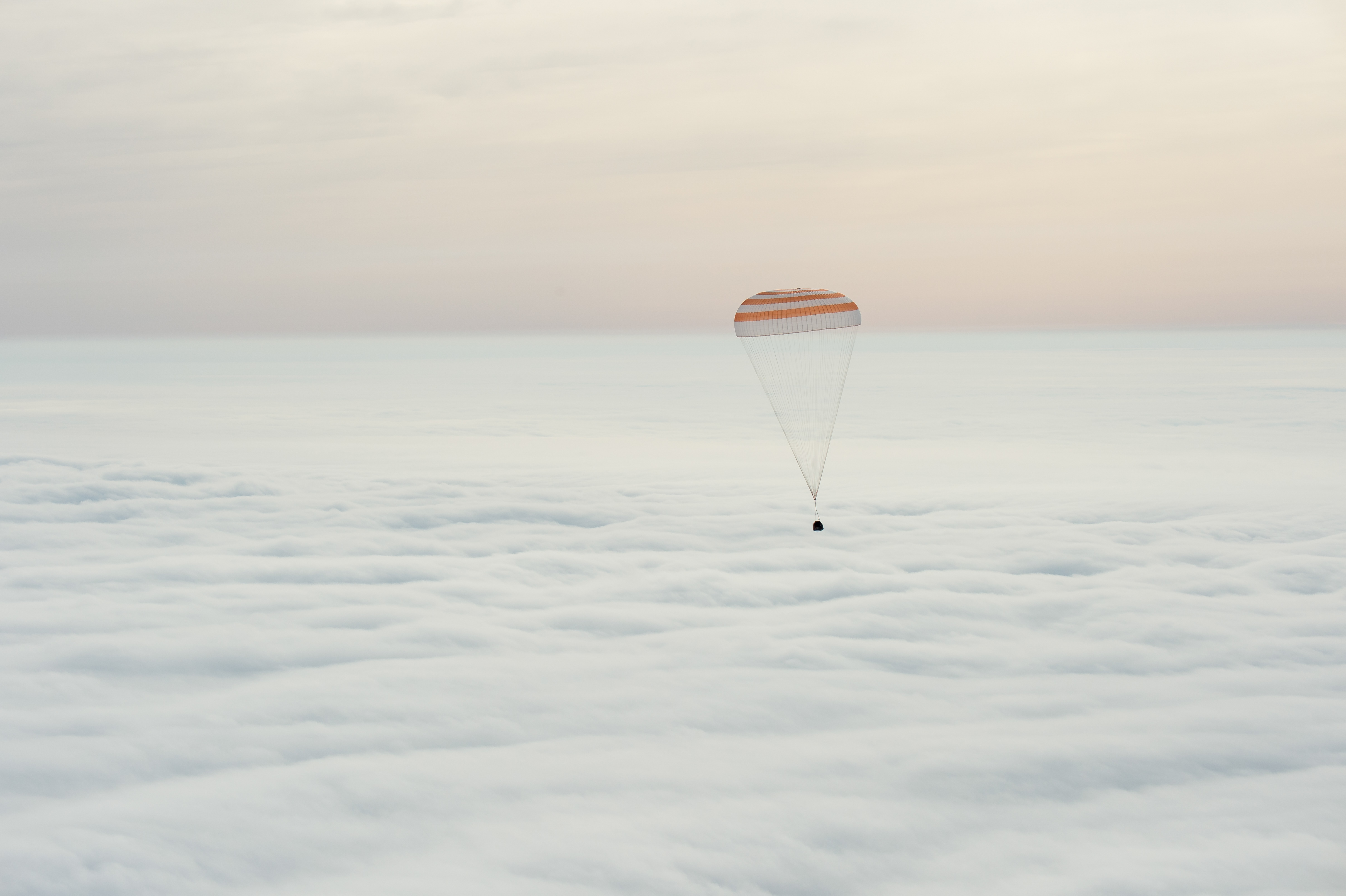
2016年3月2日（カザフスタン時間）にカザフスタンのジェスカスガンの近くに着陸する、第46次長期滞在の船長であるNASAのスコット・ケリーおよびロスコスモスのロシア人宇宙飛行士ミハイル・コルニエンコとセルゲイ・ヴォルコフが搭乗したソユーズTMA-18M宇宙船

ソユーズTMA-19Mが到着に続いて、次の宇宙船の機動は12月19日のプログレスM-28Mの出発だった。その後、プログレスMS-01がソユーズ 2.1aに搭載されて12月21日にISSに向けて打ち上げられた。同日、スコット・ケリー船長とティモシー・コプラは予定外のEVAを行い、モバイルベースシステムの修理を成功させた。12月23日に、プログレスMS-1補給船がISSにドッキングした。
2016年1月8日に、セント・オールバンズのサンドリンガム校の生徒が国際宇宙ステーションのイギリス人宇宙飛行士との初めてのアマチュア無線交信を行い、ティム・ピークの「プリンキピア」ミッションの一部として彼とコンタクトした。
2016年1月15日の12:55 GMTにティム・ピークとティモシー・コプラがEVAを開始した。このEVA中に故障した電圧安定器（1B SSU）が交換された。このEVAはイギリス人による初めての宇宙遊泳であり、ティム・ピークは自分のEMUにユニオン・ジャックを取り付けていた。ティモシー・コプラがヘルメット内への漏水を報告したことから、NASAは17:00 GMTごろに宇宙遊泳の終了を決定した。コプラが着用した宇宙服は、2013年1月16日にルカ・パルミターノが着用し、第36次長期滞在のEVA-23実行中にヘルメット内に水が溢れたのと同じものだった。
2016年2月23日に、スコット・ケリーはゴリラの着ぐるみを身にまとってユーモアのセンスを発揮し、「ヤケティ・サックス」が流れる中、宇宙ステーション中をティム・ピークを追い掛け回す姿がビデオに撮られた。その翌日、ティム・ピークからのビデオメッセージが2016年ブリット・アワードの会場で流され、アデルの受賞を祝った。
第46次長期滞在の期間中にはこのほかにもEVAが計画されていた
。